# 泉田重光
泉田重光（いずみだ しげみつ，1529年（享禄2年）—1596年（庆长元年）），战国时代到安土桃山时代的武将。陆奥国名取郡岩沼城主。之后任磐井郡薄衣城主。别名助太郎。官位安艺守。妻子是八幡景业之女。

## 生平
享禄2年（1529年）出生，为名取郡岩沼城主・泉田景時的次男。
泉田氏属于二阶堂氏一族，奥州合战之后在陆奥国获得领地，最迟于14世纪中期移居到岩沼，归属于留守氏旗下。随后随着伊达氏在名取郡势力扩张，加入了其家臣团。
天正10年（1582年）兄・光时在与相马氏的合战中战死，重光成为嫡男。天正12年（1584年）被成为当主的伊达政宗重用，被赋予一家的家格，在诸多战斗中活跃。
天正16年（1588年）的大崎合战中与留守政景领兵10,000出阵。重光因为妻子的娘家八幡氏的家督继承问题从之前就与政景有嫌隙，在军事会议中就战术方针也同政景激烈争论，统御混乱的伊达军因此在2月2日进攻中新田城时大败，溃退到新沼城并被包围。同月29日在黒川晴氏的斡旋下，重光和长江胜景作为大崎方的人质城被扣留在蚁之袋城，新沼城之围解开。不久之后长江胜景被释放，而重光被移送到最上义光的大本营山形城。在政宗之母・义姫的恳求下两方议和，7月22日终于被放还。
天正19年（1591年）镇压葛西大崎一揆期间，为了湮灭证据奉政宗之命同屋代景赖一同杀害了一揆的主谋者。同年被转封岩出山城，重光也从岩沼转封到磐井郡薄衣城，从那以后泉田氏到幕末都领有此地。
重光特别受到政宗的信任。文禄4年（1595年）8月24日关于秀次事件伊达家在京家臣团的連判状（联名信）中、重光在列亲类众中署名第六（石川义宗・伊达成实・留守政景・亘理重宗・国分盛重），可以推测出重光在家臣团中位居前列。
庆长元年（1596年）去世。享年68。养子重时（亘理重宗之子）继承了家督。